# Barbara Kmiecik
Barbara Kmiecik (ur. 12 października 1961 we Władysławowie) – polska bizneswoman. 
W połowie lat 90. była jedną z najbogatszych osób w Polsce – w 1996 na 94. miejscu, rok później na 100., a w 1998 na 74. miejscu na liście najbogatszych Polaków według tygodnika Wprost. Zajmowała się głównie pośrednictwem w handlu węglem. 
Jest nazywana Alexis polskiego górnictwa lub śląską Alexis. 
W roku 2005 została aresztowana pod zarzutem korumpowania wysokich rangą urzędników państwowych. Celem korupcji było wprowadzanie korzystnych dla firm Barbary Kmiecik rozwiązań w polskim prawie (mafia węglowa). Na podstawie zeznań Kmiecik i Ryszarda Zająca prokuratura prowadzi także śledztwo w sprawie nielegalnego finansowania partii politycznych w latach 1994–2004. W 2013 roku sąd ostatecznie uniewinnił Barbarę Kmiecik od ciążących na niej zarzutów.
Obecnie wraz z mężem prowadzi prywatną agencję consultingową.
Jej zeznania obciążyły m.in. Barbarę Blidę, która popełniła samobójstwo w trakcie próby zatrzymania jej przez ABW.